# 中国驻欧盟使团
中华人民共和国驻欧盟使团（英語：Mission of the People's Republic of China to the European Union），简称中国驻欧盟使团、驻欧盟使团，是中华人民共和国在比利时布鲁塞尔设立的驻欧盟的代表机构。

## 历史沿革
最初，由中华人民共和国驻比利时大使兼任驻欧盟使团团长。2005年，关呈远担任专职大使。中华人民共和国驻欧盟使团与中华人民共和国驻比利时大使馆分离。2008年5月1日起，中国驻欧盟使团迁往新址： Boulevard  de la Woluwe 100 1200 Brussels。

## 机构设置
驻欧盟使团设置下列机构：
- 政治处
- 新闻处
- 议政处
- 科技处
- 教育文化处
- 经商处
- 海关处
- 办公室